# Bruno Walter
Bruno Walter (Berlino, 15 settembre 1876 – Beverly Hills, 17 febbraio 1962) è stato un direttore d'orchestra, pianista e compositore tedesco naturalizzato austriaco.
Il suo vero nome era Bruno Walter Schlesinger.

## Biografia
Nato in una famiglia ebraica della media borghesia, Bruno Walter cominciò la sua formazione musicale all'età di otto anni al Conservatorio Stern.
All'età di nove anni fece la sua prima apparizione pubblica come pianista. Le impressioni che ricevette assistendo ai concerti diretti da Hans von Bülow nel 1889 e a Bayreuth nel 1891 furono però decisive per fargli scegliere la sua carriera di direttore d'orchestra.
Nel 1893 fu scritturato come direttore dell'Opera di Colonia. L'anno seguente lavorò come assistente di Gustav Mahler all'opera di Amburgo.
Dopo le stagioni ai teatri di Breslavia, Presburgo e Riga, nel 1900 ritornò a Berlino, dove diresse la prima esecuzione dell'opera Der arme Heinrich di Hans Pfitzner.
Nel 1901 Walter si unì a Gustav Mahler all'Opera di Corte di Vienna. Durante gli anni seguenti, che furono formativi per la sua carriera internazionale, fu invitato a dirigere a Praga, Londra e Roma.
Walter diventò cittadino austriaco nel 1911, cambiando ufficialmente il suo cognome da Schlesinger a Walter.
Nel 1913 lasciò Vienna per diventare direttore musicale dell'opera di Monaco di Baviera, dove rimase fino alla fine del 1922.
Nel 1923 viaggiò negli Stati Uniti per dirigere l'orchestra sinfonica di New York.
Ulteriori apparizioni di Walter in Europa lo videro spesso dirigere sul podio dell'orchestra del Concertgebouw di Amsterdam.
A Londra, Walter fu direttore principale delle "Stagioni tedesche" al Covent Garden dal 1924 al 1931.
Nel 1925 ritornò a Berlino come direttore musicale presso la Städtische Oper Charlottenburg ed inoltre cominciò la sua lunga collaborazione con il festival di Salisburgo. Dal 1929 al 1933 fu direttore stabile dell'orchestra del Gewandhaus di Lipsia.
Nel 1933, quando la situazione politica diventò impossibile per lui, Walter lasciò la Germania per l'Austria, che fu il suo centro principale di attività per parecchi anni, anche se compiva frequenti viaggi come direttore ospite dell'orchestra del Concertgebouw di Amsterdam (dal 1934 al 1939), con la New York Philharmonic e a Firenze nel 1936.
Alla Staatsoper di Vienna fu direttore ospite dal 1935 e consulente artistico dal 1936.
A Bruno Walter fu assegnata anche la cittadinanza francese.
Durante gli anni trascorsi in America, diresse la Chicago Symphony Orchestra, la Los Angeles Philharmonic Orchestra, la New York Philharmonic (dove fu consulente musicale dal 1947 al 1949) e l'orchestra di Filadelfia.

Fra il 1941 e il 1959, inoltre, diresse la Metropolitan Opera.

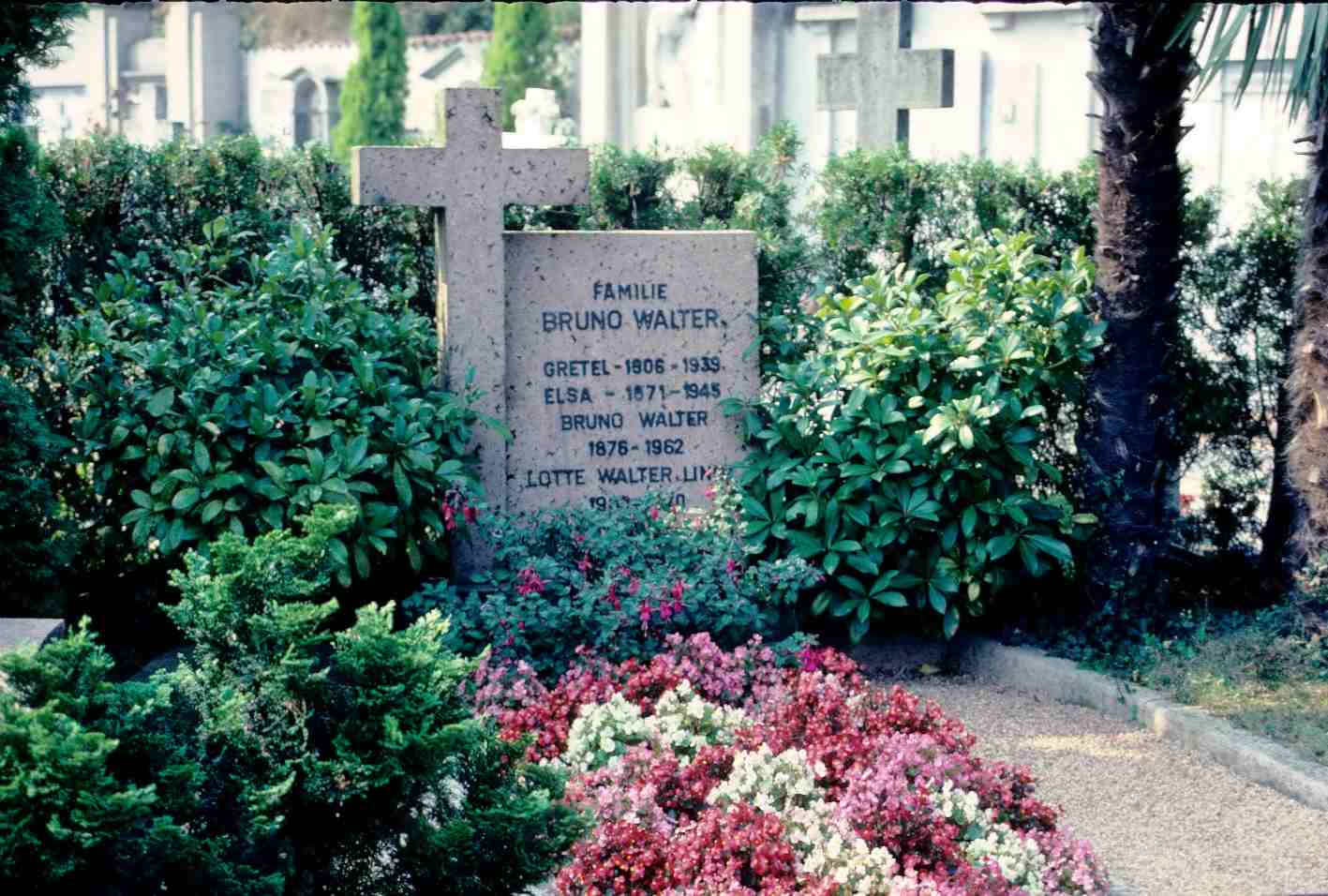
La tomba di famiglia nel 1998.

A partire dal 1947, ritornò a dirigere numerose volte in Europa, diventando una figura di riferimento al Festival di Edimburgo, a Salisburgo, Vienna e a Monaco di Baviera.
Sono di particolare rilievo le registrazioni delle opere di Mozart e Mahler.
Bruno Walter morì il 17 febbraio 1962, a Beverly Hills, in California, ed è sepolto a Gentilino (Ticino, Svizzera), nella stessa tomba dove sua moglie Elsa, nata Korneck (1871– 1945), sopranista, e la loro figlia Marguerite "Gretel" (1906-1939) erano già state sepolte. Qui fu sepolta anche la loro figlia Lotte (1903–1970).

## Composizioni

### Per orchestra
- 1902 Symphonische Phantasie
- 1908 Sinfonia nº1
- 1909 Sinfonia nº2

### Per coro e orchestra
- 1892 Meeresstille und glückliche Fahrt (da Goethe)
- 1909 Das Siegesfest con voci solisti (da Schiller)

### Musica da camera
- Quintetto con pianoforte
- Trio con pianoforte
- Sonata per violino e pianoforte in la maggiore (1908c.)

## Scritti
- Bruno Walter, Von der Musik und vom Musizieren; tr. it di Lavinia Mazzucchetti e Paola Amman, Musica e interpretazione, Milano, Ricordi, 1958